# 75 (број)
75 је број, нумерал и име глифа који представља тај број. 75 је природан број који се јавља после броја 74, а претходи броју 76.

## У науци
75 је:
- четврти редни Белов број.[1]
- збир првих пет пентагоналних бројева и пентагонални пирамидални број.[2]
- деветогонални број.[3]
- колумбијски број јер не постоји цео број из којег се додавањем његових цифара добија 75.[4]

## Остало
75 је:
- атомски број Ренијума.
- ограничење броја година канадских сенатора.[5]
- број француског департмана Париз.